# Miltochrista punicea
Miltochrista punicea är en fjärilsart som beskrevs av Moore 1878. Miltochrista punicea ingår i släktet Miltochrista och familjen björnspinnare. Inga underarter finns listade i Catalogue of Life.